# Rachid Bourouiba
Rachid Bourouiba (en arabe : رشيد بورويبة), historien, universitaire et archéologue algérien, est né le 29 septembre 1917 à Alger (Algérie) et décédé le 3 avril 2007 à Châtellerault (France).
Spécialiste de l'architecture et de la civilisation islamiques au Maghreb central, il est considéré par certains comme le « doyen des archéologues algériens ».

## Biographie
Rachid Bourouiba est issu d'une famille de militants de la cause algérienne pour la décolonisation en Algérie. Il entame sa formation à l'école primaire à Sétif et primaire supérieure à Thénia (Ex: Ménerville), ayant obtenu le Brevet élémentaire, entre à l’école normale de Bouzaréah en 1936. 
Il fait son service militaire en France à Poitiers comme Élève officier de réserve (EOR). À son retour en Algérie, il est instituteur en Kabylie à El Maten. 
Mobilisé en Tunisie en 1939-1940, il est à nouveau rappelé dans l’armée française en 1943 et participe au débarquement en Corse et en Provence et à la campagne de France jusqu’en Allemagne. Démobilisé en 1945, il redevient instituteur dans la région de Chlef (Ex: Orléansville), puis est nommé à Khemis Miliana (Ex: Affreville). Militant du Syndicat national des instituteurs (SNI), il est aussi appelé à prendre la responsabilité de l’Union locale de la Confédération générale du travail (CGT) de la ville en 1952. 
Ayant complété ses études, il enseigne ensuite l’arabe à Khemis Miliana avant d’être nommé à Boufarik jusqu’à l’indépendance de l'Algérie. Il enseigne ensuite l’histoire médiévale et l’histoire de l’art musulman à la Faculté des lettres d’Alger dont il sera plus tard doyen, et conduit des recherches archéologiques sur le site de la Kalâa des Béni Hammad dans l’Est algérien. On lui doit plusieurs ouvrages sur la dynastie des Hammadides, sur les musées d’Algérie, sur les mosquées d’Algérie et sur Constantine. 
En retraite, il se retire dans le département de la Vienne en France. Il est mort le 03 avril 2007 à Châtellerault,,.

## Publications
Rachid Bourouiba a laissé beaucoup de notes et ouvrages et différents travaux de fouilles et prospections archéologiques effectués à travers les diverses régions de l’Algérie,, dont:
- Rachid Bourouiba, Rapport préliminaire sur la campagne de fouilles de septembre 1964 à la Qal'a des Bani Hammad, t. I
- Rachid Bourouiba, Note sur six dinars almohades trouvés à la Qal'a des Bani Hammad, Bulletin d'archéologie algérienne, t. II
- Rachid Bourouiba, Note sur les bijoux trouvés à la Qal'a des Bani Hammad, Bulletin d'archéologie algérienne, t. III
- Rachid Bourouiba, Note sur six chapiteaux trouvés à la Qal'a des Bani Hammad, Bulletin d'archéologie algérienne, t. IV
- Rachid Bourouiba, Note sur un petit oratoire trouvé à la Qal'a des Bani Hammad, Bulletin d'archéologie algérienne, t. IV
- Rachid Bourouiba et Rachid Dokali, Les Mosquées en Algérie, collection art et culture, SNED, Alger, 1970, p. 8-9
- Rachid Bourouiba, Monnaies et bijoux trouvés à la Qal'a des Bani Hammad, Revue de l'Occident et de la Méditerranée, Actes du IIe congrès international d'études nord-africaines, 1970
- Rachid Bourouiba, « La doctrine almohade », Revue de l'Occident musulman et de la Méditerranée, Aix-en-Provence, Association pour l'étude des sciences humaines en Afrique du Nord, nos 13-14 « Mélanges Le Tourneau. I. »,‎ 1973, p. 141-158 (lire en ligne)
- Rachid Bourouiba, Les inscriptions commémoratives des mosquées d’Algérie, Alger, Office des Publications Universitaires, 1984, 374 p. (OCLC 17604508), p. 81-86
- Rachid Bourouiba, L’art religieux musulman en Algérie, Alger, S.N.E.D., 1983, 2e éd. (1re éd. 1973), 343 p. (OCLC 432350294)
- Rachid Bourouiba, Apports de l’Algérie à l’architecture religieuse arabo-islamique, Alger, OPNA, 1986, 358 p. (OCLC 21521189)
- Rachid Bourouiba, Cités disparues Tahert, Sedrata, Achir, Kalaa des Beni-Hammad, Ministère de l'Information , Alger, 1979
- Rachid Bourouiba, Abd al-Mu'min : flambeau des Almohades, S.N.E.D. [Société nationale d'édition et de diffusion], Alger, 1974
- Rachid Bourouiba, Ibn Tumart, S.N.E.D , Alger, 1974
- Rachid Bourouiba, Anecdotes, récits et contes maghrébins et andalous, ENAL, Alger, 1985
- Rachid Bourouiba, L'architecture militaire de l'Algérie médiévale, OPU, Alger, 1983
- Rachid Bourouiba, Constantine, Alger, Ministère de l'Information et de la Culture, Alger, 1978
- Rachid Bourouiba, L'art architectural Sanhadji et son influence en Sicile, Revue « Ethaqafa », Ministère de l'Information et de la culture, Alger, 1984